# Aix-en-Diois
Pour les articles homonymes, voir Aix.
Aix-en-Diois est une ancienne commune française située dans le département de la Drôme en région Auvergne-Rhône-Alpes.
Elle est devenue, le 1er janvier 2016, une commune déléguée de la commune nouvelle de Solaure en Diois.

## Géographie

### Localisation
Aix-en-Diois est à 5 km de Die.

### Hydrographie
La commune est traversée par la Drôme.

## Toponymie

### Attestations
Dictionnaire topographique du département de la Drôme :
- 1178 : Ais (cartulaire de Die, 5).
- 1178 : Axium (cartulaire de Durbon).
- 1224 : Ays (cartulaire de Durbon, 64).
- 1286 : Aysium (Valbonnais, II, 61).
- 1300 : Ayo (Valbonnais, II, 100).
- 1319 : Aczio (archives des Bouches-du-Rhône, B 1397).
- 1320 : Ayssium (inventaire des dauphins, 156).
- 1343 : Aisium (choix de documents, 82).
- 1391 : Ays-en-Diez (choix de documents, 215).
- 1529 : Ays-en-Dyes (archives hospitalières de Crest, B 11).
- 1891 : Aix, commune du canton de Die.

Non daté[réf. nécessaire] : Aix-en-Diois.

### Étymologie
Aix est une formation toponymique gallo-romaine que l'on rencontre du sud au nord de l'ancienne Gaule (voir Aix). Elle est issue du latin aquis, forme à l'ablatif locatif pluriel du latin aqua « eau ».
Aix-en-Diois possède une source bicarbonatée dont l'eau salée était autrefois utilisée pour frauder la gabelle (enquête parlementaire pré-révolutionnaire)[réf. nécessaire].

## Histoire

### Antiquité: les Gallo-romains
Vestiges de thermes romains décorés.
Les Gallo-romains ont mis en valeur la source d'eau bicarbonatée en construisant ces thermes. La source et les vestiges des thermes sont actuellement enterrés[réf. nécessaire]. 
H. Desaye a fait des sondages sur les thermes de cette ville d'eau connue depuis longtemps par une dédicace aux divinités Bormanus et Bormana. Plusieurs salles ont été mises à jour dont une sur hypocauste.

### Du Moyen Âge à la Révolution
Le mandement d'Aix et la baronnie du même nom étaient formés de quatre paroisses (Aix, Laval-d'Aix, Molières et Saint-Roman).
La seigneurie :
- Possession des comtes de Diois puis des évêques de Die (XIIe siècle[3].
- (non daté) : possession des princes d'Orange[3].
- (non daté) : un temps sous l'autorité de Guigues de Baix, seigneur de Baix-aux-Montagnes (Plan-de-Baix), La Bâtie de Baix, Suze et Aix-en Diois[réf. nécessaire].
- Possession des Artaud, branche cadette des premiers comtes de Diois qui prit ensuite le nom de Montauban[1].
- 1573 : passe (par mariage) aux La Tour-Gouvernet, derniers seigneurs[1].
- 1578 à 1579 : un moment possédée par les Cazeneuve[1].

Avant 1790, Aix était une communauté de l'élection de Montélimar, subdélégation de Crest, et du bailliage de Die.

Elle formait, avec les communautés de Laval-d'Aix et de Molières, une paroisse du diocèse de Die dont l'église, dédiée à saint Genès d'ArlesGenis, était celle d'un prieuré connu dès le XIVe siècle dont le titulaire était décimateur à Aix, Laval-d'Aix, Molières et Saint-Roman.

### De la Révolution à nos jours
En 1790, la commune est comprise dans le canton de Châtillon-en-Diois. La réorganisation de l'an VIII (1799-1800) la place dans le canton de Die.
À la fin de la monarchie de Juillet, seuls les hommes qui paient plus de 200 F d’impôt (Suffrage censitaire) ont le droit de voter aux élections au-dessus des élections municipales (arrondissement, élections cantonales, élections nationales) soit moins de 1% de la population départementale dans la Drôme.  À Aix, il n’y avait même aucun électeur en-dehors des élections municipales.
En 1886, le chantier de prolongement de la ligne de Livron à Aspres-sur-Buëch entre les gares de Die et d'Aspres-sur-Buëch provoque le doublement momentané de la population : 285 ouvriers étrangers à la commune et leurs familles se sont ajoutés aux 347 habitants de la population municipale.

#### Fusion dans Solaure en Diois (2016)
Par l'arrêté préfectoral 2015352-0020 du 18 décembre 2015 (paru au Journal officiel), Aix-en-Diois et Molières-Glandaz fusionnent dès le 1er janvier 2016 dans la commune nouvelle de Solaure en Diois.

## Politique et administration

### Liste des maires (avant 2016)
| Période                                                                   | Période        | Identité        | Étiquette | Qualité       |
| ------------------------------------------------------------------------- | -------------- | --------------- | --------- | ------------- |
| Les données manquantes sont à compléter. : depuis la fin du Second Empire |                |                 |           |               |
| 1871                                                                      |                | ?               |           |               |
| 1874                                                                      |                | ?               |           |               |
| 1878                                                                      |                | ?               |           |               |
| 1884                                                                      |                | ?               |           |               |
| 1888                                                                      |                | ?               |           |               |
| 1892                                                                      |                | ?               |           |               |
| 1896                                                                      |                | ?               |           |               |
| 1900                                                                      |                | ?               |           |               |
| 1904                                                                      |                | ?               |           |               |
| 1908                                                                      |                | ?               |           |               |
| 1912                                                                      |                | ?               |           |               |
| 1919                                                                      |                | ?               |           |               |
| 1925                                                                      |                | ?               |           |               |
| 1929                                                                      |                | ?               |           |               |
| 1935                                                                      |                | ?               |           |               |
| 1945                                                                      |                | ?               |           |               |
| 1947                                                                      |                | ?               |           |               |
| 1953                                                                      |                | ?               |           |               |
| 1959                                                                      |                | ?               |           |               |
| 1965                                                                      |                | ?               |           |               |
| 1971                                                                      |                | ?               |           |               |
| 1977                                                                      |                | ?               |           |               |
| 1983                                                                      |                | ?               |           |               |
| 1989                                                                      |                | ?               |           |               |
| 1995                                                                      |                | ?               |           |               |
| 2001                                                                      | 2008           | Hervé Guihur    |           |               |
| 2008                                                                      | 2014           | Angelo Vivenzio | DVG       | fonctionnaire |
| 2014                                                                      | 2015 (31 déc.) | Angelo Vivenzio |           | maire sortant |

## Population et société

### Démographie
L'évolution du nombre d'habitants est connue à travers les recensements de la population effectués dans la commune depuis 1793. À partir du 1er janvier 2009, les populations légales des communes sont publiées annuellement dans le cadre d'un recensement qui repose désormais sur une collecte d'information annuelle, concernant successivement tous les territoires communaux au cours d'une période de cinq ans. 
Pour les communes de moins de 10 000 habitants, une enquête de recensement portant sur toute la population est réalisée tous les cinq ans, les populations légales des années intermédiaires étant quant à elles estimées par interpolation ou extrapolation. Pour la commune, le premier recensement exhaustif entrant dans le cadre du nouveau dispositif a été réalisé en 2008,.
En 2013, la commune comptait 358 habitants, en évolution de +1,99 % par rapport à 2008 (Drôme : +3,35 %, France hors Mayotte : +2,49 %).
| 1793 | 1800 | 1806 | 1821 | 1831 | 1836 | 1841 | 1846 | 1851 |
| ---- | ---- | ---- | ---- | ---- | ---- | ---- | ---- | ---- |
| 211  | 129  | 166  | 194  | 230  | 225  | 225  | 232  | 283  |

| 1856 | 1861 | 1866 | 1872 | 1876 | 1881 | 1886 | 1891 | 1896 |
| ---- | ---- | ---- | ---- | ---- | ---- | ---- | ---- | ---- |
| 297  | 305  | 284  | 259  | 300  | 272  | 632  | 312  | 313  |

| 1901 | 1906 | 1911 | 1921 | 1926 | 1931 | 1936 | 1946 | 1954 |
| ---- | ---- | ---- | ---- | ---- | ---- | ---- | ---- | ---- |
| 316  | 312  | 302  | 236  | 275  | 259  | 260  | 254  | 222  |

| 1962 | 1968 | 1975 | 1982 | 1990 | 1999 | 2008 | 2013 | - |
| ---- | ---- | ---- | ---- | ---- | ---- | ---- | ---- | - |
| 213  | 200  | 175  | 196  | 209  | 255  | 351  | 358  | - |

### Manifestations culturelles et festivités
- Fête communale (en 1992) : le lundi de Pâques[3].
- Fête patronale (en 1992) : le premier dimanche de septembre[3].

#### Loisirs
- Randonnées[3]
- Chasse[3]

## Économie

### Agriculture et élevage
En 1992 : céréales, vignes (vins AOC : Châtillon-en-Diois , Clairette de Die), pâturages (ovins, caprins), élevage de gibier, élevage de chiens:

## Culture locale et patrimoine

### Lieux et monuments
- Ruines du château[3] médiéval du XIIIe siècle : enceinte polygonale et tours d'angle. Il a été reconstruit au XVIe siècle[réf. nécessaire].
- Ruines de l'ancien village perché[3].
- Château de la Salle (XVIIe siècle)[3] construit par un commerçant protestant, racheté comme résidence d'été pour l'évêque de Die, Gaspard-Alexis Plan des Augiers, frère de Plan de Sieyes, conseiller au Parlement de Grenoble[réf. nécessaire].
- Église de l'Immaculée Conception[réf. nécessaire].
- Temple[réf. nécessaire].

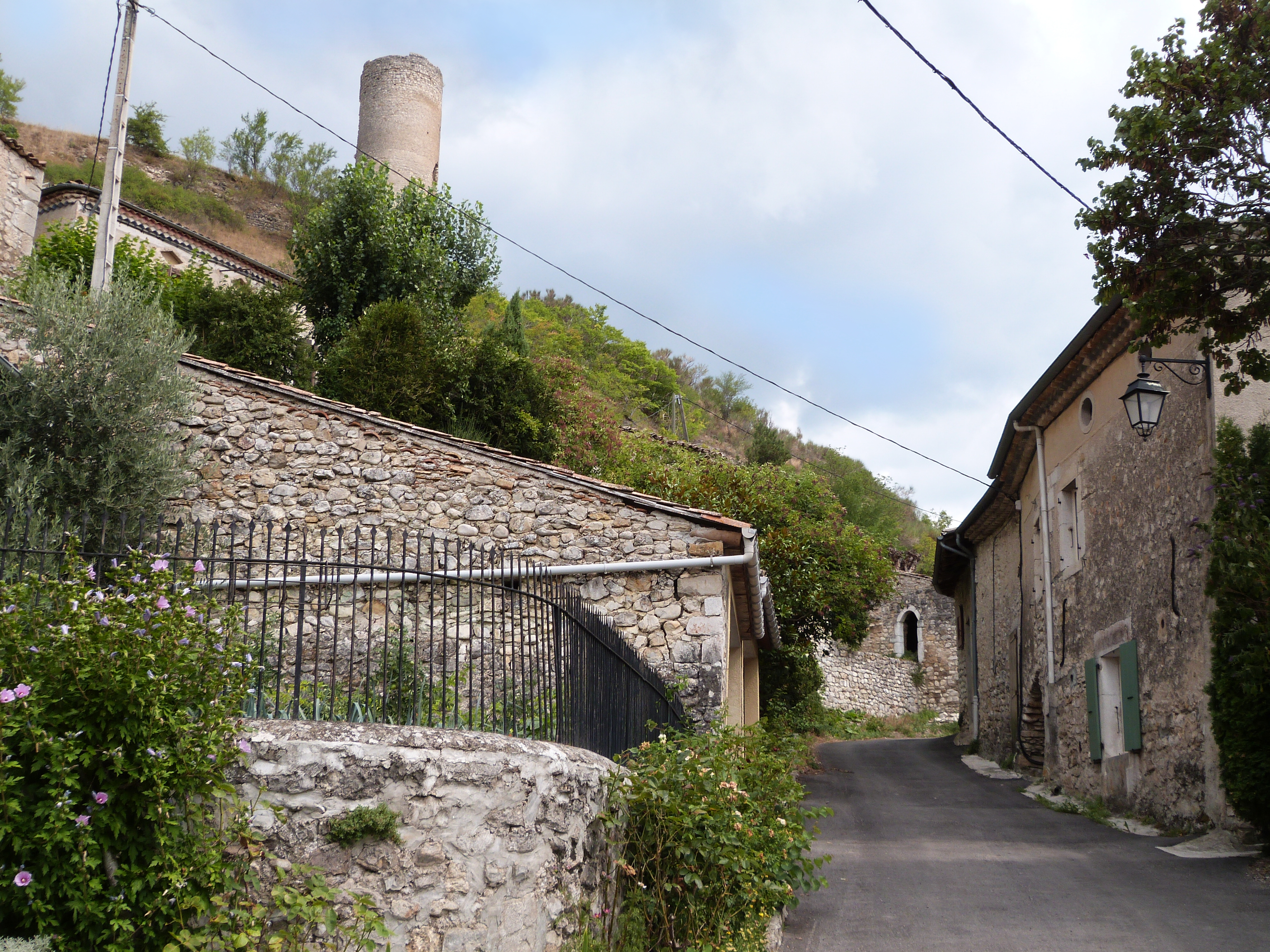
Vieux village.
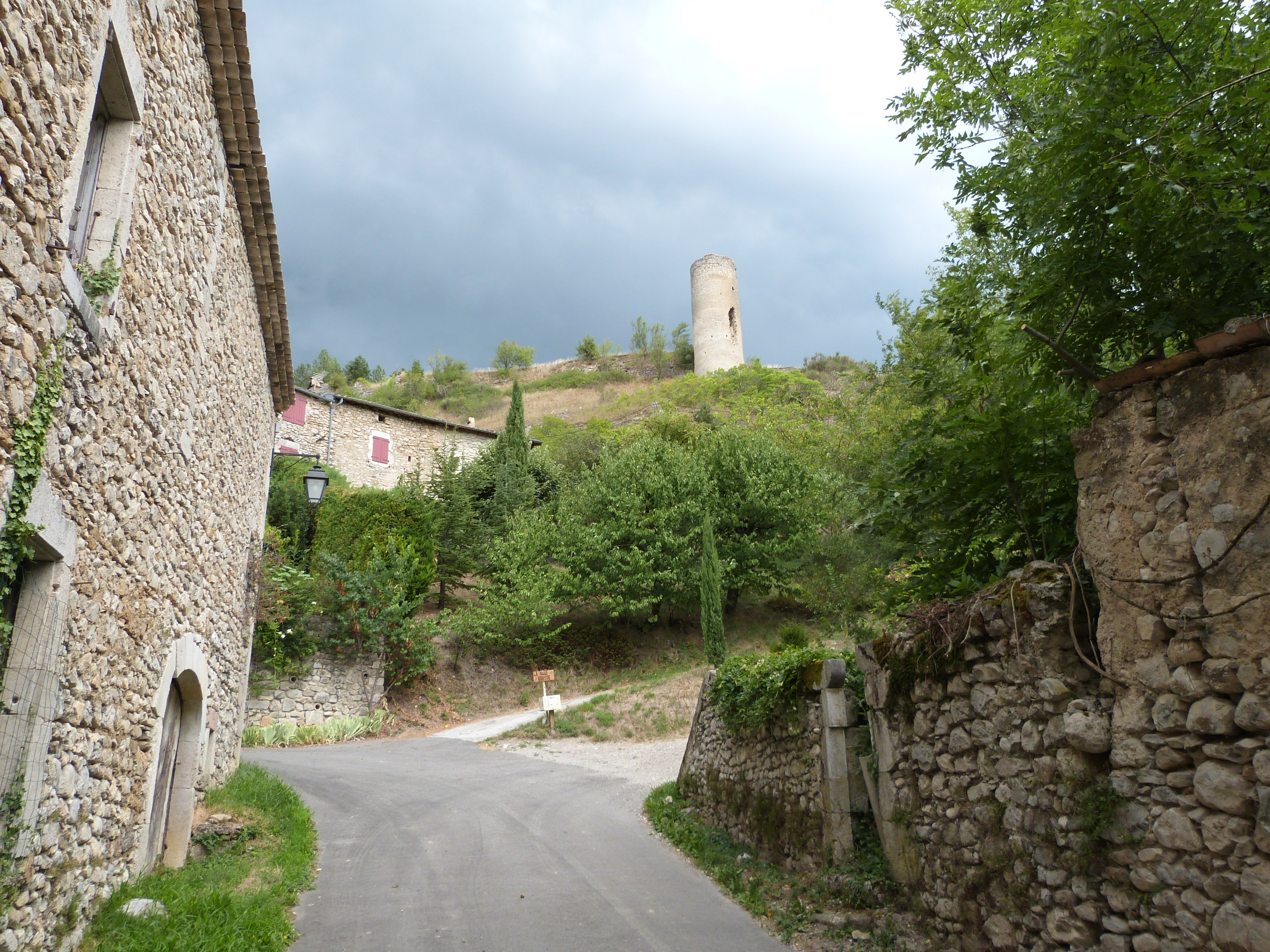
Vieux village.

### Patrimoine culturel
- Artisanat d'art : céramique.

### Patrimoine naturel
- Grotte du Solaure (stalagmites)[3].

### Héraldique, logotype et devise
|  | Aix-en-Diois possède des armoiries dont l'origine et le blasonnement exact ne sont pas disponibles. |